# 1. Fußballclub Union Berlin 2007-2008
Questa voce raccoglie le informazioni riguardanti il 1. Fußballclub Union Berlin nelle competizioni ufficiali della stagione 2007-2008.

## Stagione
Nella stagione 2007-2008 l'Union Berlino, allenato da Uwe Neuhaus, concluse il campionato di Regionalliga nord al 4º posto. In Coppa di Germania l'Union Berlino fu eliminato al primo turno dall'Eintracht Francoforte.

## Rosa
| N. |                     | Ruolo | Calciatore         |
| -- | ------------------- | ----- | ------------------ |
| 1  | Germania (bandiera) | P     | Jan Glinker        |
| 2  | Russia (bandiera)   | D     | Aleksey Spasskov   |
| 3  | Germania (bandiera) | D     | Steven Ruprecht    |
| 4  | Germania (bandiera) | C     | Marco Gebhardt     |
| 5  | Germania (bandiera) | D     | Christian Stuff    |
| 7  | Germania (bandiera) | C     | Christian Streit   |
| 8  | Germania (bandiera) | C     | Mac Younga-Mouhani |
| 9  | Germania (bandiera) | A     | Tom Martins        |
| 10 | Germania (bandiera) | C     | Tobias Scharlau    |
| 11 | Germania (bandiera) | C     | Guido Spork        |
| 12 | Germania (bandiera) | P     | Eric Niendorf      |
| 14 | Germania (bandiera) | C     | Sebastian Bönig    |

| N. |                     | Ruolo | Calciatore         |
| -- | ------------------- | ----- | ------------------ |
| 15 | Germania (bandiera) | D     | Daniel Göhlert     |
| 16 | Germania (bandiera) | D     | Christoph Menz     |
| 17 | Germania (bandiera) | C     | Torsten Mattuschka |
| 18 | Germania (bandiera) | D     | Daniel Schulz      |
| 19 | Germania (bandiera) | A     | Nico Patschinski   |
| 21 | Germania (bandiera) | A     | Dustin Heun        |
| 22 | Algeria (bandiera)  | A     | Karim Benyamina    |
| 23 | Germania (bandiera) | D     | Tim Ruttke         |
| 24 | Germania (bandiera) | D     | Michael Bemben     |
| 26 | Germania (bandiera) | D     | Marco Löring       |
| 28 | Germania (bandiera) | A     | Shergo Biran       |
| 31 | Germania (bandiera) | P     | Michael Hinz       |

## Organigramma societario
Area tecnica
- Allenatore: Uwe Neuhaus
- Allenatore in seconda: André Hofschneider
- Preparatore dei portieri: Holger Bahra
- Preparatori atletici:
- Analisi video:

## Calciomercato

### Sessione estiva
| Acquisti | Acquisti           | Acquisti          | Acquisti |
| R.       | Nome               | da                | Modalità |
| -------- | ------------------ | ----------------- | -------- |
| D        | Michael Bemben     | Rot-Weiss Essen   |          |
| C        | Marco Gebhardt     | Saarbrücken       |          |
| A        | Tom Martins        | Union Berlino U19 |          |
| D        | Christoph Menz     | Union Berlino U19 |          |
| P        | Eric Niendorf      | Union Berlino U19 |          |
| C        | Tobias Scharlau    | Union Berlino U19 |          |
| D        | Aleksey Spasskov   | Holstein Kiel     |          |
| C        | Mac Younga-Mouhani | Rot-Weiss Essen   |          |

| Cessioni | Cessioni        | Cessioni         | Cessioni |
| R.       | Nome            | a                | Modalità |
| -------- | --------------- | ---------------- | -------- |
| A        | Nenad Vuckovic  | Junak Sinj       |          |
| D        | David Bergner   | Hallescher       |          |
| P        | Daniel Klose    | Union Berlino II |          |
| D        | Benjamin Koch   | SV Böblingen     |          |
| A        | Markus Mätschke | Neustrelitz      |          |

### Sessione invernale
| Acquisti | Acquisti     | Acquisti   | Acquisti |
| R.       | Nome         | da         | Modalità |
| -------- | ------------ | ---------- | -------- |
| A        | Shergo Biran | Babelsberg |          |

| Cessioni | Cessioni          | Cessioni             | Cessioni |
| R.       | Nome              | a                    | Modalità |
| -------- | ----------------- | -------------------- | -------- |
| C        | Ingo Wunderlich   | Neustrelitz          |          |
| C        | Markus Zschiesche | Türkiyemspor Berlino |          |

## Risultati

### Regionalliga

#### Girone di andata
| Arbitro: | Kinhöfer |

|  |           |           |
|  | Marcatori | 75’ Çakır |

| Arbitro: | Bandurski |

|                           |           |                 |
| Busch 14’, 60’ Toborg 82’ | Marcatori | 29’ Patschinski |

| Arbitro: | Ittrich |

|                                |           |             |
| Hünemeier 6’ (aut.) Schulz 90’ | Marcatori | 47’ Senesie |

| Arbitro: | Schumacher |

|              |           |  |
| Vujanović 8’ | Marcatori |  |

| Arbitro: | Hammer |

|                                                   |           |  |
| Martins 20’, 74’ Benyamina 21’ Younga-Mouhani 44’ | Marcatori |  |

| Arbitro: | Dittrich |

|                               |           |                                                                      |
| Fuchs 14’ Ristić 33’ Henn 59’ | Marcatori | 54’ Benyamina 56’ Patschinski 66’ (aut.) Horáček 71’, 90’ Mattuschka |

| Arbitro: | Frank |

|                 |           |             |
| Patschinski 30’ | Marcatori | 81’ Türkkan |

| Arbitro: | Rafati |

|                         |           |  |
| Kumbela 60’ Bunjaku 76’ | Marcatori |  |

| 15 settembre 2007 9ª giornata |  | – turno di riposo |  |  |

| Arbitro: | Trautmann |

|                           |           |                             |
| Spork 36’ Patschinski 84’ | Marcatori | 6’ (aut.) Schulz 83’ Kazior |

| Arbitro: | Anklam |

|                               |           |                                              |
| Sağlık 12’, 51’ Damm 15’, 85’ | Marcatori | 5’ Patschinski 45’ Spork 71’ (rig.) Gebhardt |

| Arbitro: | Hammer |

|                          |           |  |
| Benyamina 32’ Schulz 75’ | Marcatori |  |

| Arbitro: | Schößling |

|  |           |                              |
|  | Marcatori | 13’ Mattuschka 26’ Benyamina |

| Arbitro: | Winkmann |

|                               |           |              |
| Spork 23’ Gebhardt 54’ (rig.) | Marcatori | 30’ Benjamin |

| Arbitro: | Kircher |

|  |           |            |
|  | Marcatori | 77’ Schulz |

| Berlino 3 novembre 2007, ore 14:00 CET 16ª giornata | Union Berlino  | 0 – 0 referto | Verl | Stadio An der Alten Försterei (5 236 spett.)\| Arbitro: \| Schempershauwe \| |
| Arbitro:                                            | Schempershauwe |               |      |                                                                              |

| Arbitro: | Bandurski |

|           |           |              |
| Müller 2’ | Marcatori | 75’ Ruprecht |

| Arbitro: | Gagelmann |

|                                                           |           |                                  |
| Patschinski 24’, 44’ (rig.) Younga-Mouhani 31’ Bemben 56’ | Marcatori | 4’ Schweinsteiger 19’, 86’ Weber |

| Arbitro: | Ittrich |

|                                          |           |  |
| Lüttmann 34’ Schlieter 58’ Terranova 72’ | Marcatori |  |

#### Girone di ritorno
| Arbitro: | Kuhl |

|  |           |                 |
|  | Marcatori | 87’ Patschinski |

| Arbitro: | Thielert |

|                                                     |           |                                           |
| Spork 4’ Patschinski 24’, 77’ (rig.) Mattuschka 38’ | Marcatori | 22’ Glöden 49’, 55’ Großkreutz 90’ Schoof |

| Arbitro: | Helwig |

|             |           |                     |
| Öztekin 40’ | Marcatori | 80’ (rig.) Gebhardt |

| Arbitro: | Schößling |

|                |           |  |
| Mattuschka 45’ | Marcatori |  |

| Arbitro: | Thielert |

|  |           |                                              |
|  | Marcatori | 9’ Mattuschka 30’ (rig.) Gebhardt 37’ Löring |

| Arbitro: | Kempter |

|                              |           |                        |
| Heun 52’ Gebhardt 55’ (rig.) | Marcatori | 19’ Schembri 43’ Fuchs |

| Arbitro: | Winkmann |

|  |           |                         |
|  | Marcatori | 14’ Stuff 44’, 66’ Heun |

| Arbitro: | Trautmann |

|                     |           |                |
| Gebhardt 31’ (rig.) | Marcatori | 41’ Rockenbach |

| 29 marzo 2008 28ª giornata |  | – turno di riposo |  |  |

| Arbitro: | Schößling |

|  |           |                                        |
|  | Marcatori | 53’ Biran 79’ Mattuschka 90’ Benyamina |

| Arbitro: | Kuhl |

|            |           |            |
| Schulz 24’ | Marcatori | 77’ Sağlık |

| Arbitro: | Wingenbach |

|             |           |  |
| Artmann 74’ | Marcatori |  |

| Arbitro: | Sippel |

|  |           |            |
|  | Marcatori | 34’ Hensel |

| Arbitro: | Welz |

|  |           |                  |
|  | Marcatori | 6’, 9’ Benyamina |

| Arbitro: | Kempter |

|                              |           |                         |
| Stuff 7’ Biran 31’, 56’, 64’ | Marcatori | 40’ Bröker 57’ Wagefeld |

| Arbitro: | Leicher |

|                    |           |                                           |
| Mainka 17’ Hop 43’ | Marcatori | 20’ Biran 64’ Younga-Mouhani 69’ Ruprecht |

| Arbitro: | Wagner |

|                        |           |                          |
| Patschinski 84’ (rig.) | Marcatori | 10’ Lindemann 75’ Müller |

| Arbitro: | Schmidt |

|                                  |           |                                                           |
| Müller 50’ Hoffmann 57’ Rump 90’ | Marcatori | 4’ Ruprecht 34’, 39’, 78’, 82’ Biran 41’, 80’ Patschinski |

| Arbitro: | Stark |

|  |           |                                 |
|  | Marcatori | 14’, 68’ Terranova 26’ Lüttmann |

### Coppa di Germania
| Arbitro: | Perl |

|                 |           |                                    |
| Patschinski 28’ | Marcatori | 17’, 37’, 57’ Meier 85’ Amanatidīs |

## Statistiche

### Statistiche di squadra
| Competizione      | Punti | In casa | In casa | In casa | In casa | In casa | In casa | In trasferta | In trasferta | In trasferta | In trasferta | In trasferta | In trasferta | Totale | Totale | Totale | Totale | Totale | Totale | DR  |
| Competizione      | Punti | G       | V       | N       | P       | Gf      | Gs      | G            | V            | N            | P            | Gf           | Gs           | G      | V      | N      | P      | Gf     | Gs     | DR  |
| ----------------- | ----- | ------- | ------- | ------- | ------- | ------- | ------- | ------------ | ------------ | ------------ | ------------ | ------------ | ------------ | ------ | ------ | ------ | ------ | ------ | ------ | --- |
| Regionalliga nord | 60    | 18      | 7       | 7       | 4       | 31      | 25      | 18           | 10           | 2            | 6            | 36           | 24           | 36     | 17     | 9      | 10     | 67     | 49     | +18 |
| Coppa di Germania | -     | 1       | 0       | 0       | 1       | 1       | 4       | 0            | 0            | 0            | 0            | 0            | 0            | 1      | 0      | 0      | 1      | 1      | 4      | -3  |
| Totale            | 60    | 19      | 7       | 7       | 5       | 32      | 29      | 18           | 10           | 2            | 6            | 36           | 24           | 37     | 17     | 9      | 11     | 68     | 53     | +15 |

### Andamento in campionato
| Giornata  | 1  | 2  | 3  | 4  | 5  | 6 | 7 | 8  | 9  | 10 | 11 | 12 | 13 | 14 | 15 | 16 | 17 | 18 | 19 | 20 | 21 | 22 | 23 | 24 | 25 | 26 | 27 | 28 | 29 | 30 | 31 | 32 | 33 | 34 | 35 | 36 | 37 | 38 |
| --------- | -- | -- | -- | -- | -- | - | - | -- | -- | -- | -- | -- | -- | -- | -- | -- | -- | -- | -- | -- | -- | -- | -- | -- | -- | -- | -- | -- | -- | -- | -- | -- | -- | -- | -- | -- | -- | -- |
| Luogo     | C  | T  | C  | T  | C  | T | C | T  |    | C  | T  | C  | T  | C  | T  | C  | T  | C  | T  | T  | C  | T  | C  | T  | C  | T  | C  |    | T  | C  | T  | C  | T  | C  | T  | C  | T  | C  |
| Risultato | P  | P  | V  | P  | V  | V | N | P  |    | N  | P  | V  | V  | V  | V  | N  | N  | V  | P  | V  | N  | N  | V  | V  | N  | V  | N  |    | V  | N  | P  | P  | V  | V  | V  | P  | V  | P  |
| Posizione | 13 | 19 | 13 | 16 | 11 | 7 | 8 | 10 | 12 | 13 | 15 | 12 | 11 | 5  | 5  | 5  | 7  | 6  | 10 | 8  | 9  | 9  | 5  | 1  | 4  | 2  | 5  | 5  | 3  | 3  | 5  | 7  | 4  | 3  | 3  | 4  | 4  | 4  |

Legenda:

Luogo: C = Casa; T = Trasferta. Risultato: V = Vittoria; N = Pareggio; P = Sconfitta.

### Statistiche dei giocatori
| Giocatore         | Regionalliga nord | Regionalliga nord | Regionalliga nord | Regionalliga nord | Coppa di Germania | Coppa di Germania | Coppa di Germania | Coppa di Germania | Totale   | Totale | Totale      | Totale     |
| Giocatore         | Presenze          | Reti              | Ammonizioni       | Espulsioni        | Presenze          | Reti              | Ammonizioni       | Espulsioni        | Presenze | Reti   | Ammonizioni | Espulsioni |
| ----------------- | ----------------- | ----------------- | ----------------- | ----------------- | ----------------- | ----------------- | ----------------- | ----------------- | -------- | ------ | ----------- | ---------- |
| M. Bemben         | 33                | 1                 | 3                 | 1                 | 1                 | 0                 | 0                 | 0                 | 34       | 1      | 3           | 1          |
| K. Benyamina      | 35                | 7                 | 5                 | 0                 | 1                 | 0                 | 0                 | 0                 | 36       | 7      | 5           | 0          |
| S. Biran          | 12                | 9                 | 3                 | 0                 | 0                 | 0                 | 0                 | 0                 | 12       | 9      | 3           | 0          |
| S. Bönig          | 26                | 0                 | 6                 | 0                 | 1                 | 0                 | 0                 | 0                 | 27       | 0      | 6           | 0          |
| M. Gebhardt       | 35                | 6                 | 5                 | 0                 | 1                 | 0                 | 1                 | 0                 | 36       | 6      | 6           | 0          |
| J. Glinker        | 35                | 0                 | 0                 | 0                 | 1                 | 0                 | 0                 | 0                 | 36       | 0      | 0           | 0          |
| D. Göhlert        | 27                | 0                 | 4                 | 0                 | 0                 | 0                 | 0                 | 0                 | 27       | 0      | 4           | 0          |
| D. Heun           | 6                 | 3                 | 0                 | 0                 | 0                 | 0                 | 0                 | 0                 | 6        | 3      | 0           | 0          |
| M. Hinz           | 1                 | 0                 | 0                 | 0                 | 0                 | 0                 | 0                 | 0                 | 1        | 0      | 0           | 0          |
| M. Löring         | 11                | 1                 | 1                 | 0                 | 0                 | 0                 | 0                 | 0                 | 11       | 1      | 1           | 0          |
| T. Martins        | 6                 | 2                 | 1                 | 0                 | 0                 | 0                 | 0                 | 0                 | 6        | 2      | 1           | 0          |
| T. Mattuschka     | 34                | 7                 | 5                 | 1                 | 1                 | 0                 | 0                 | 0                 | 35       | 7      | 5           | 1          |
| C. Menz           | 15                | 0                 | 1                 | 0                 | 0                 | 0                 | 0                 | 0                 | 15       | 0      | 1           | 0          |
| E. Niendorf       | 0                 | 0                 | 0                 | 0                 | 0                 | 0                 | 0                 | 0                 | 0        | 0      | 0           | 0          |
| N. Patschinski    | 35                | 13                | 0                 | 1                 | 1                 | 1                 | 1                 | 0                 | 36       | 14     | 1           | 1          |
| S. Ruprecht       | 26                | 3                 | 2                 | 1                 | 0                 | 0                 | 0                 | 0                 | 26       | 3      | 2           | 1          |
| T. Ruttke         | 0                 | 0                 | 0                 | 0                 | 0                 | 0                 | 0                 | 0                 | 0        | 0      | 0           | 0          |
| T. Scharlau       | 4                 | 0                 | 0                 | 0                 | 0                 | 0                 | 0                 | 0                 | 4        | 0      | 0           | 0          |
| D. Schulz         | 28                | 4                 | 4                 | 0                 | 1                 | 0                 | 0                 | 0                 | 29       | 4      | 4           | 0          |
| A. Spasskov       | 8                 | 0                 | 1                 | 0                 | 1                 | 0                 | 0                 | 0                 | 9        | 0      | 1           | 0          |
| G. Spork          | 32                | 4                 | 8                 | 0                 | 1                 | 0                 | 0                 | 0                 | 33       | 4      | 8           | 0          |
| C. Streit         | 13                | 0                 | 0                 | 0                 | 1                 | 0                 | 0                 | 0                 | 14       | 0      | 0           | 0          |
| C. Stuff          | 28                | 2                 | 4                 | 0                 | 1                 | 0                 | 0                 | 0                 | 29       | 2      | 4           | 0          |
| N. Vuckovic       | 1                 | 0                 | 0                 | 0                 | 0                 | 0                 | 0                 | 0                 | 1        | 0      | 0           | 0          |
| I. Wunderlich     | 1                 | 0                 | 0                 | 0                 | 0                 | 0                 | 0                 | 0                 | 1        | 0      | 0           | 0          |
| M. Younga-Mouhani | 26                | 3                 | 3                 | 0                 | 1                 | 0                 | 0                 | 0                 | 27       | 3      | 3           | 0          |
| M. Zschiesche     | 13                | 0                 | 1                 | 0                 | 0                 | 0                 | 0                 | 0                 | 13       | 0      | 1           | 0          |